# Чадович, Анастасия Кузьминична
Анастасия Кузьминична Чадович (02.08.1912 год, деревня Живоглодовичи — 11.04.1999 год) — звеньевая колхоза «Путь Ленина» Солигорского района Минской области, Белорусская ССР. Герой Социалистического Труда (1966). Депутат Верховного Совета Белорусской ССР.

## Биография
Родилась в 1912 году в крестьянской семье в деревне Живоглодовичи Вызнянской волости Слуцкого уезда Минской губернии (сегодня — деревня Первомайск Солигорского района). В 1930 году вступила в колхоз «Путь Ленина» Солигорского района. Занималась общественной деятельностью, избиралась в правление колхоза и участвовала в деятельности сельского совета. После войны восстанавливала разрушенное колхозное хозяйство. С 1963 года возглавляла звено по выращиванию льна-долгунца.
В 1965 году звено Анастасии Чадович перевыполнило план по сбору волокна и семян льна-долгунца. Указом Президиума Верховного Совета СССР от 30 апреля 1966 года удостоена звания Героя Социалистического Труда с вручением ордена Ленина и золотой медали «Серп и Молот».
В 1973 году вышла на заслуженный отдых и переехала жить в г.Солигорск
Избиралась депутатом Верховного Совета Белорусской ССР.
Умерла 11 апреля 1999 года. Похоронена на кладбище в родной деревне Первомайск.

## Награды
- Герой Социалистического Труда — указом Президиума Верховного Совета СССР от 30 апреля 1966 года
- Орден Ленина